# Joffrey Ballet
Il Joffrey Ballet è una compagnia di danza professionale con sede a Chicago, Illinois, USA. La compagnia esegue regolarmente sia il repertorio classico, tra cui Romeo e Giulietta e Lo schiaccianoci, sia realizzazioni di danza moderna, danza contemporanea e di danza jazz. Oltre ai fondatori, Gerald Arpino e Robert Joffrey, molti coreografi hanno lavorato con il Joffrey, tra cui Paul Taylor, Twyla Tharp e George Balanchine. Fondata nel 1956 come compagnia da tournée, la sua sede fu a New York City fino al 1995, quando si trasferì a Chicago. Il quartier generale della compagnia e la scuola di danza si trovano alla Joffrey Tower e si esibiscono nella stagione di settembre-maggio all'Auditorium Theatre.

## Storia
Nel 1956, un periodo durante il quale la maggior parte delle compagnie itineranti eseguivano solo versioni ridotte dei classici del balletto, Robert Joffrey e Gerald Arpino formarono un gruppo di sei ballerini che girò il paese in una station wagon mostrando un trailer U-Haul, eseguendo balletti originali creati da Joffrey. Mentre Joffrey stava a New York per dare lezioni di danza classica e guadagnare denaro per pagare i salari dei ballerini, Arpino guidava la compagnia. L'ensemble si esibì per la prima volta in una grande città, a Chicago nel 1957. Il Joffrey Ballet originariamente si stabilì a New York, sotto il nome di Robert Joffrey Theatre Ballet. Nel 1962 il coreografo moderno Alvin Ailey fu invitato a fare un lavoro per la compagnia. Rebekah Harkness fu un'importante benefattrice e rese possibili i tour internazionali (Unione Sovietica, 1963); in seguito a disaccordi nel 1964 lei e Joffrey si separarono.
Joffrey ricominciò a costruire una nuova compagnia che debuttò nel 1965 con il Joffrey Ballet. Dopo una stagione di successo al New York City Center nel 1966, fu invitato a diventare la compagnia di danza residente del City Center con Joffrey come direttore artistico e Arpino come coreografo principale. Il balletto rock Trinity di Arpino del 1970 fu ben accolto; Joffrey aveva fatto rivivere The Green Table di Kurt Jooss nel 1967, seguito dal revival di Façade di Ashton, Pineapple Poll di Cranko, Petruška di Fokine (con Rudol'f Nureev), Il pomeriggio di un fauno di Nižinskij, sempre con Nureev e Le Tricorne di Massine, Le Beau Danube e Parade. Nel 1973 Joffrey chiese a Twyla Tharp di creare il suo primo balletto commissionato, Deuce Coupe. La compagnia continuò come City Centre Joffrey Ballet fino al 1977. Dal 1977 si esibì come Joffrey Ballet, con una seconda sede fondata a Los Angeles (1982-1992). Nel 1995 la compagnia lasciò New York City per Chicago per stabilirvi una residenza permanente. I primi anni a Chicago furono finanziariamente difficili per la compagnia, fino quasi a provocarne la chiusura più di una volta, ma il pubblico in seguito divenne sempre più numeroso. Nel 2005 il Joffrey Ballet celebrò il suo decimo anniversario a Chicago e nel 2007 concluse una celebrazione del 50º anniversario lunga due stagioni, tra cui un tour "River to River" di spettacoli all'aperto gratuiti attraverso l'Iowa, sponsorizzato dall'Hancher Auditorium presso l'Università dell'Iowa.

### Rifacimento deLa sagra della primavera
Il 30 settembre 1987 il Joffrey Ballet presentò in anteprima la versione ripristinata del balletto fondamentale di Igor' Stravinskij La sagra della primavera nella città di Los Angeles. Il balletto originale aveva debuttato nel 1913 a Parigi e fu coreografato da Vaclav Nižinskij. Gli esperti di danza Millicent Hodson e Kenneth Archer trascorsero otto anni a raccogliere documentazioni sul balletto per ricostruirlo adeguatamente. L'ottanta per cento dei costumi originali furono rintracciati in base a disegni dell'epoca e recuperati per l'esecuzione; Hodson e Archer poterono consultare l'assistente di prova di Nižinskij, Marie Rambert, sulla coreografia originale, prima della sua morte avvenuta nel 1982.

## Attività
A partire dal 2014 la compagnia è composta da 40 ballerini, si esibisce regolarmente nella stagione di settembre-maggio all'Auditorium Theatre di Chicago e partecipa a numerosi tour nazionali e internazionali durante tutto l'anno. Il suo repertorio comprende brani classici e contemporanei, oltre a spettacoli annuali di dicembre de Lo schiaccianoci, presentato in collaborazione con la Chicago Philharmonic.
Nel 2007 Gerald Arpino si ritirò dall'attività, diventando direttore artistico emerito fino alla sua morte nel 2009. Nell'ottobre del 2007 l'ex ballerino della Joffrey, Ashley Wheater, assistente direttore artistico e maestro di balletto del San Francisco Ballet, divenne il terzo direttore artistico.
Il Joffrey Ballet ha sede nella Joffrey Tower, al n. 10 di East Randolph Street nel centro di Chicago. La compagnia ha un ampio programma di tournée, un programma educativo che include la Joffrey Academy of Dance, la scuola ufficiale del Joffrey Ballet, il programma di Coinvolgimento della comunità e collaborazioni con altre organizzazioni visive e dello spettacolo. Nel 2020, la Joffrey progetta di trasferirsi dall'Auditorium e iniziare una collaborazione con l'Opera di Chicago.

### Nella cultura di massa
Il Joffrey Ballet fu la prima compagnia di danza ad esibirsi alla Casa Bianca su invito di Jacqueline Kennedy, la prima ad apparire sulla televisione americana, la prima compagnia di danza classica ad usare la multimedialità, la prima a creare un balletto per musica rock, la prima ad apparire per la prima volta sulla copertina della rivista Time, e la prima compagnia ad aver preso parte a un film importante, The Company di Robert Altman.
Il Joffrey Ballet apparve nel film Save the Last Dance (2001), quando i due protagonisti della storia videro la compagnia esibirsi in Sea Shadow e Les Présages a Chicago. Fu anche il tema del film di Altman, The Company (2003). Malcolm McDowell ha interpretato il direttore artistico della compagnia di balletto, un personaggio basato sulla figura di Gerald Arpino. Il film è composto da storie raccolte da ballerini, coreografi e membri dello staff del Joffrey Ballet. La maggior parte dei ruoli sono interpretati da membri effettivi della compagnia. Nella serie televisiva Glee (2012), il personaggio Mike Chang riceve una borsa di studio per frequentare la Joffrey Academy of Dance di Chicago.